# Ebberødgårds Kapel
Ebberødgårds Kapel med tilknyttet kirkegård er et kapel og én af 18 specielle begravelsessteder knyttet til institutioner for især sindslidende og udviklingshæmmede, beliggende i den vestlige del af Rude Skov tæt ved Ebberødgård.

## Kirkegården
Kirkegården ved kapellet har været i brug siden 1892, men anvendes ikke mere.
Den rummer nu kun 65 gravpladser (2016), de øvrige er nedlagt. Tidligere har der efter sigende været placeret flere hundrede. Der er registreret 111 gravpladser på dk-gravsten.dk 
De begravede var fortrinsvis patienter på Ebberødgård.
Konseilspræsident Jacob Estrups søn ligger på kirkegården. Hans grav, der er er fra 1911, er den eneste der er indhegnet.
Derudover ligger flere adelige begravet her, bl.a. en Jan Henrik Greve Holstein Holsteinborg fra adelsslægten Holstein - søn af direktør Jørgen Helge Eggert greve Holstein Holsteinborg og hustru Gisela Anna Martha Hanlo
Gravpladserne ses som gravsten, som består af flade marmorplader.